# Аревшат (Ширакская область)
Аревша́т (арм. Արևշատ) — село в Армении, в Ширакской области. Население — 2115 человек.

## География
Аревшат находится в 55 км от Грузии и в 25 км от Турции.
Расстояние до крупных городов
| Город  | Расстояние (км) |
| ------ | --------------- |
| Гюмри  | 24              |
| Ереван | 90              |

## Экономика
Население занимается скотоводством и земледелием.